# Вуковски Дол
Вуковски Дол (словен. Vukovski Dol) је насељено место у општини Песница, Подравска регија, Словенија.

## Историја
До територијалне реорганизације у Словенији био је у саставу старе општине Песница.

## Становништво
У попису становништва из 2011. године, Вуковски Дол је имао 421 становника.
| Број становника према пописима | Број становника према пописима | Број становника према пописима |
| ------------------------------ | ------------------------------ | ------------------------------ |
| 1991                           | 2002                           | 2011                           |
| 262                            | 266                            | 421                            |